# Janz Franz
Janz Franz (bürgerlich: Franz Janz, * 1946 in Graz; † 12. Juli 2017 in Salzburg) war ein österreichischer Künstler, der als Maler und Pferdezüchter tätig war.

## Leben
Franz Janz wurde 1946 in Graz geboren, wo er auch aufwuchs. Als junger Mann begann er eine Lehre in einer Baustoffhandlung. Einer seiner Arbeitskollegen war der ungefähr gleichaltrige Arnold Schwarzenegger, der später in den USA als Schauspieler berühmt wurde. Janz blieb mit ihm zeitlebens in freundschaftlichem Kontakt. Im Graz der späten 1960er Jahre wurde Janz von der lokalen alternativen Subkultur beeinflusst. 1971 zog er nach Salzburg, wo er zunächst als Kellner arbeitete. Als Autodidakt begann Janz 1976 mit dem Malen und Zeichnen.
1991 nahm Janz in Salzburg an der internationalen Sommerakademie des Wiener Aktionskünstlers Hermann Nitsch teil. Ab dieser Zeit wurde Janz mit Malaktionen und Ausstellungen einem breiteren Publikum bekannt.
Seit 1982 beschäftigte sich Janz Franz neben seiner künstlerischen Tätigkeit mit Pferden. Nach 2006 überwiegend als Pferdehalter und -züchter tätig, beschäftigte er sich besonders mit der Pferderasse der Araber, zu der er Stammbaumforschung betrieb.
Bis 2014 blieb Janz künstlerisch tätig. Die letzten Jahre seines Lebens verbrachte er aufgrund einer Erkrankung im Rollstuhl. 2017 verstarb Janz Franz in Salzburg.

## Werk
In der Hochphase seines Schaffens während der 1990er Jahre stellte Janz Franz in expressiver, bewegter Malweise bevorzugt mythische Wesen und Tiere dar. Häufige Motive auf seinen großformatigen Gemälden sind Hexen, Kobolde, Dämonen und menschenähnliche Tierwesen. Stilistisch weist seine Malerei eine Nähe zur Outsider Art/Art Brut auf.
Ein wichtiger Einfluss war für Janz auch die zeitgenössische Rock- und Popmusik, die er während seinen performanceähnlichen Malaktionen abspielte. Textzeilen der Songs und andere Verweise finden sich öfter in den Bildern wieder.